# تريفور بارديت
تريفور بارديت (بالإنجليزية: Trevor Bardette)‏ مواليد 19 نوفمبر 1902 في ناشفيل، أركنساس، الولايات المتحدة - الوفاة 28 نوفمبر 1977 في لوس أنجلوس، كاليفورنيا، الولايات المتحدة، هو ممثل أمريكي بدأ مسيرته الفنية سنة 1937. امتدت مسيرته الفنية لأكثر من 33 عاما. درس في جامعة ولاية أوريغون وجامعة نورث وسترن.

## الأعمال
- الغربي
- شرط بابا الرقيق

## روابط خارجية
- تريفور بارديت على موقع IMDb (الإنجليزية)
- تريفور بارديت على موقع ألو سيني (الفرنسية)
- تريفور بارديت على موقع أول موفي (الإنجليزية)
- تريفور بارديت على موقع قاعدة بيانات الأفلام السويدية (السويدية)
- تريفور بارديت على موقع قاعدة بيانات الفيلم (الإنجليزية)
- تريفور بارديت على موقع كينوبويسك (الروسية)